# Panicum glandulopaniculatum
Panicum glandulopaniculatum är en gräsart som beskrevs av Stephen Andrew Renvoize. Panicum glandulopaniculatum ingår i släktet vipphirser, och familjen gräs. Inga underarter finns listade i Catalogue of Life.